# Pervari (district)
Pervari is een Turks district in de provincie Siirt en telt 32.642 inwoners (2007). Het district heeft een oppervlakte van 1416,3 km².
De bevolkingsontwikkeling van het district is weergegeven in onderstaande tabel.
| 1997   | 2000   | 2007   |
| ------ | ------ | ------ |
| 28.414 | 28.834 | 32.642 |